# Chokladask

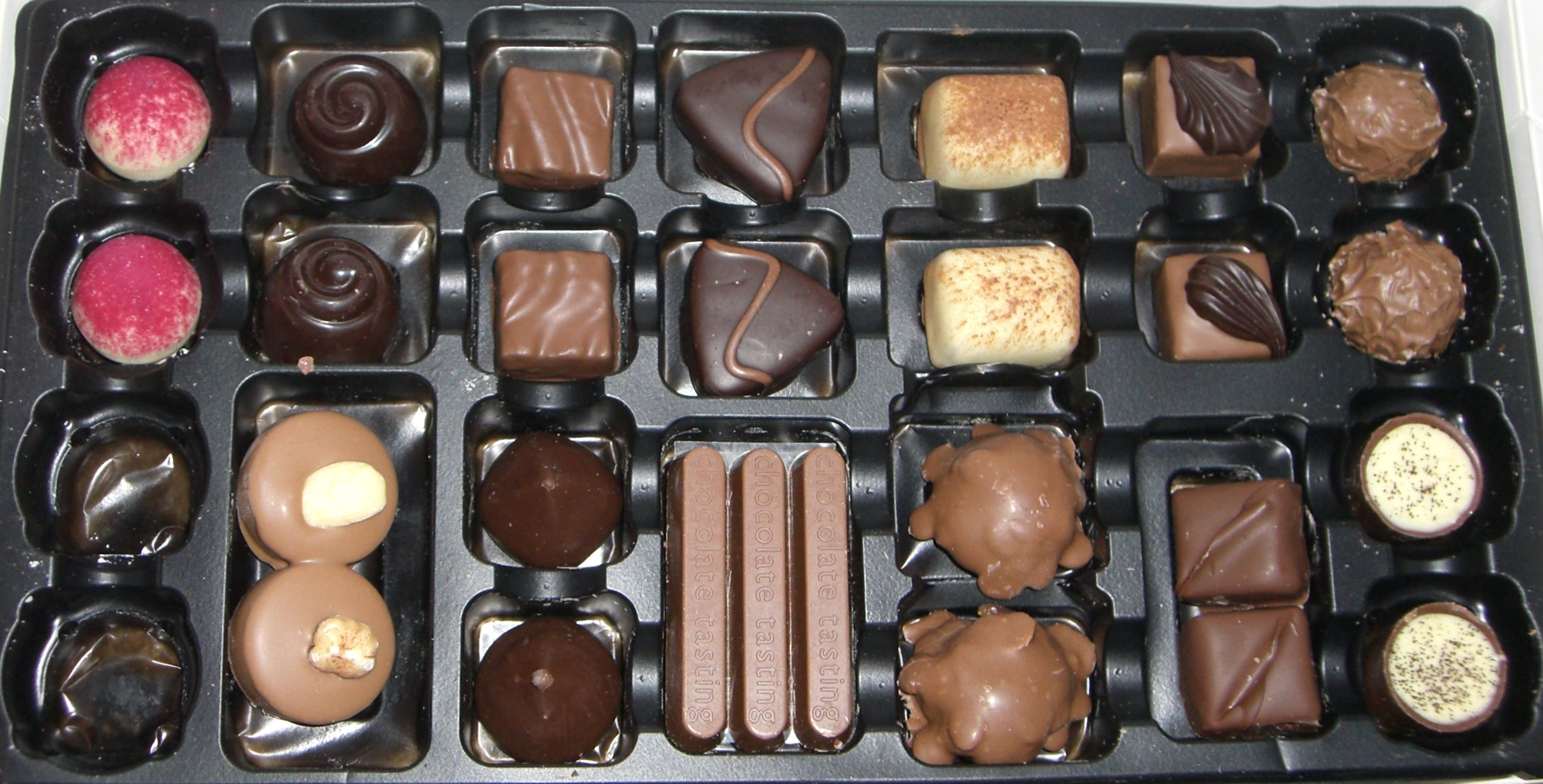
En utlyft insats med praliner.

En chokladask är en ask innehållande ett urval chokladpraliner. Det finns vanligen två eller flera av varje pralinsort. Pralinerna ligger i ett eller två lager i insatser eller tråg med små fack, tillverkade av tunn plast. Vanligtvis innehållsdeklareras inte de olika sorterna av praliner i en ask separat, utan innehållsförteckningen omfattar alla praliner i asken, vilket gör att födoämnesallergiker ofta får avstå från att äta praliner ur en chokladask.  

## Chokladaskar i Sverige
I Sverige förekommer chokladaskar främst vid jul och står då vanligen framme på soffbordet.  I vissa familjer finns det en tradition om att man inte får börja äta från det undre lagret förrän det övre lagret är slut, vilket det även har anspelats på i en reklamfilm för chokladaskar. 
Chokladaskar är också vanliga sista minuten-presenter oavsett årstid. I kombination med en bukett rosor är en hjärtformad chokladask en klassisk kärleksgåva.